# Лущик Варвара Денисівна
Варвара Денисівна Лущик (нар. 18 січня 2001) — українська акторка, виконавиця головної ролі в фільмі «Гуцулка Ксеня». Живе в Києві, навчається у Національній академії образотворчого мистецтва і архітектури.

## Акторська кар'єра
У 9 років знялась в кліпі Альони Свиридової. У 15 років пройшла майстер-клас Нью-Йоркській кіноакадемії. Займалася в модельній школі, взяла участь в декількох фотосесіях, виходила на подіум під час Odessa Holiday Fashion Week. Також у 15 років виконала роль другого плану в серіалі і епізодичну роль в кліпі Pianoбой «Полуничне небо».
Знялася у фільмі Олени Дем'яненко «Гуцулка Ксеня» (вийшов у 2019), в якому зіграла головну роль.